# 3-Isopropylmalate déshydratase
La 3-isopropylmalate déshydratase est une enzyme qui catalyse la réaction stéréospécifique d'isomérisation du 3-isopropylmalate en 2-isopropylmalate via le 2-isopropylmaleate au moyen d'une déshydratation transitoire :
(2R,3S) 3-isopropylmalate   {\displaystyle \rightleftharpoons }   H2O  +  (2S) 2-isopropylmaleate   {\displaystyle \rightleftharpoons }   (2S) 2-isopropylmalate.
C'est une enzyme homologue de l'aconitase,,, protéine fer-soufre du cycle de Krebs qui catalyse de la même façon l'isomérisation stéréospécifique du citrate en isocitrate via le cis-aconitate par déshydratation transitoire.

## Dénominations alternatives
- (2R,3S) 3-isopropylmalate hydro-lyase.
- 3-isopropylmalate hydro-lyase.
- Alpha-IPM isomérase.
- Isopropylmalate isomérase.